# Всероссийский научно-исследовательский институт по переработке нефти
Всероссийский научно-исследовательский институт по переработке нефти (АО «ВНИИ НП») — корпоративный институт ПАО «НК «Роснефть». В структуру института входят 27 научных подразделений, 100 научных сотрудников, при общем количестве работников 250 человек. 
Генеральный директор (с марта 2018 года) — Ахметшин Виктор Геннадьевич.

## История института
27 апреля 1933 года был организован ЦИАТИМ — Центральный институт авиационных топлив и масел. 25 июня 1934 года ЦИАТИМ унаследовал материальную базу от ликвидированного Государственного исследовательского нефтяного института (ГИНИ).
В 1941 году в эвакуации в Уфе к ЦИАТИМ был присоединён Государственный институт высоких давлений (ГИВД), бывший его филиалом до 1948 года.
15 ноября 1954 года ЦИАТИМ был объединён с ВНИГИ (Всесоюзный научно-исследовательский институт газа и искусственного жидкого топлива) и ВНИИТнефть (Всесоюзный научно-исследовательский институт по транспортировке, хранению и применению нефтепродуктов). Объединённый институт получил название Всесоюзный научно-исследовательский институт по переработке нефти и газа и получению искусственного жидкого топлива (ВНИИ НП).
25 ноября 1965 года институт переименован во Всесоюзный научно-исследовательский институт нефтеперерабатывающей промышленности (ВНИИ НП); 26 марта 1966 года — во Всесоюзный научно-исследовательский институт по переработке нефти (ВНИИ НП).
Указом Президента Российской Федерации от 26 мая 2015 года находившийся в ведении Росимущества пакет акций АО "ВНИИ НП" был передан корпорации «Роснефтегаз». В настоящее время (2021 год) АО "ВНИИНП" является дочерним обществом Нефтяной Компании "Роснефть".